# Rim
|  | Denne artikel handler om poetiske rim. Se under rimfrost eller rimtåge for de meteorologiske fænomener. |
Et rim er en gentagelse af identiske eller lignende lyde i to eller flere forskellige ord og anvendes ofte i poesi og sange.

## Rimtyper

### Bogstavrim
Rim, hvor de samme konsonanter eller vokaler gentages over forholdsvis kort afstand for at skabe en effekt. 

Allitteration (konsonantrim eller stavrim): Spot og spe ~ mand og mus

Assonans (vokalrim): byde ~ lyre ~ nyde 

Både assonans og ekstrem brug af allitteration: To tanter tog toget til Tofthøj 

### Stavelsesrim
Stavelsesrim er overensstemmelse af klang fra den sidste betonede stavelse i et ord, samt de evt. efterfølgende. 

Mandlige rim: mand ~ tand: – ~ – 

Kvindelige rim (trokæiske rim): kvinde ~ minde: –◡ ~ –◡ 

Svævende rim (daktyliske rim): svævende ~ bævende: –◡◡ ~ –◡◡ 

I ældre digtning blev optiske skriftrim/øjerim også brugt som enderim.[kilde mangler] Nu er det kun de to sidste af følgende opdeling, der betragtes som ægte enderim: 

Bryst/kyst: er kun optisk 

Bryst/røst: er kun klangligt 

Lyst/kyst: er både klangligt og optisk 

Artikulation:

Rim, der egentlig ikke rimer. Ofte brugt i sange, især i rapmusik. Man udtaler ordene med en accent/dialekt eller ændrer tryk for at opnå et rim, f.eks. snak/madpakke(udtalt madpak').

## Notation for enderim
Et vers i et digt kan noteres ved et bogstav alt efter hvilket enderim det har, og enderim noteres på følgende måde.
Mandlige rim: a

Kvindelige rim: A

Svævende rim: Aa

Rimmønstre

Med to rimsæt er der følgende kombinationsmuligheder:

Parrim: AA

Tiraderim: aaaa

Balladerim: XAXA, hvor X er vers der ikke rimer

Krydsrim: ABAB

Klamrerim, omsluttende rim eller kiastiske rim: ABBA

Hvis der er mere end to linjer, der rimer på hinanden eller der er tre eller flere rimsæt, så er der tale om 

Fletterim: ABCABC

Sekvensrim, kombineret parrim: AAbCCb, AAAbCCCb og AAAAbCCCCb 

Slyngede rim eller arabesk-rim: A B B A A B, A B B B A A…, A B C A B C, A B A C B C… 

Kæderim (terza rima) ABA BCB CDC DED ... MNM N

Rimskema

Rimene i en strofe af en sang eller i forskellige digtformer kan bestå af flere rimmønstre, der er sat sammen på en bestemt måde, som derved danner et rimskema. Ved hjælp af et rimskema kan der let redegøres for antallet af vers i en strofe og rimenes art (mandlige osv.). Derudover kan antallet af stavelser i hvert vers også bestemmes, hvis hele strofen/digtformen er skrevet i et fast metrum, som er tilfældet blandt andet med sonetter, terziner og ottaver.

## Dobbeltrim og sammensatte rim
Dobbeltrim er rim i flere stavelser, som når begge led i "kokkehue" rimer på begge led i "lokkedue"; ligeså med "fand'ns gæst til sankthansfest". En klassiker er visen fra 1953 om Solitudevej, hvor "Solitudevej" rimer på "forgude sig" og den uventede konstruktion "strapude-maj". Denne type rim kaldes også for flerstavelsesrim. Dertil kaldes det så for enkelstavelsesrim, når et rim kun rimer på en enkelt stavelse. f.eks. "røverkøb" og "kondiløb". 
Sammensatte rim er rim, hvor flere ord rimer på hinanden:
For at sige som sandt er:
Det var småt med kontanter (norsk vise)
og
Jeg har haft mange biler i mit syndige liv
med og den accept fra min yndige viv.
Fra banken har jeg fået mange myndige skriv.
(Øystein Sunde)